# Bolszaja Briemboła
Bolszaja Briemboła (ros. Большая Брембола) – wieś (sieło) w Rosji, w obwodzie jarosławskim, w rejonie peresławskim. W 2010 liczyła 701 mieszkańców.